# Miriam Gonzalez
Pour les articles homonymes, voir Gonzalez.
Lauren Michelle Hill Katie Lohmann
Miriam Gonzalez, née le 8 juillet 1977 à New York (États-Unis), est une modèle américaine. Elle a été playmate dans l'édition de mars 2001 de Playboy.
Elle fait ses premières apparitions dans Playboy en décembre 1999, parmi toutes les candidates à la recherche de la Playmate de l'An 2000 puis en juillet 2001 dans un article illustré sur les beautés de type latin. 
C'est son fiancé qui avait envoyé sa candidature et ses photos en bikini au magazine, contrefaisant même sa signature. Plutôt timide et réservée, elle affirme avoir eu beaucoup de mal à se montrer nue, et qu'elle ne l'aurait pas fait d'elle-même sans y être encouragée. 
Finalement elle est choisie comme Miss Mars 2001, mois où était prévu son mariage qui a donc dû être différé. En contrepartie et en guise de consolation, Mike dont l'anniversaire est précisément en mars a pu recevoir en cadeau le magazine illustré des très belles photos de sa promise.  